# 織田忠寛
織田 忠寛（おだ ただとお）は、戦国時代から安土桃山時代にかけての武将。津田 一安（つだ かずやす）ともいう。『信長公記』には津田掃部、『甲陽軍鑑』や『勢州軍記』には織田掃部（助）と記される。子の名は不詳だが、文献には忠遼・信昌の名が記されている。尾張国日置城主。

## 経歴
尾張楽田城主・織田寛貞の子、または尾張日置城主・織田常寛の子として生まれる。
織田信長に仕え、永禄年間は織田氏の対武田氏外交を担い、永禄12年（1569年）5月には甲府に派遣されている。『甲陽軍鑑』によれば、永禄8年（1565年）9月9日に武田信玄の許へ派遣され、信長の養女（龍勝院）と信玄の嗣子勝頼との婚姻をまとめたとされるが、文書上からは確認されない。また後には信長の庶子・坊丸（勝長、信房）をおつやの方の養子とする縁組をまとめたといわれている。『甲陽軍鑑』によれば、忠寛は信長に勘当され、11年間甲府に滞在していた経歴があったという。
永禄11年（1568年）2月の北伊勢侵攻後、忠寛は北畠家への押さえとして安濃津城に入れおかれた。永禄12年（1569年）の大河内城の戦いに参加。北畠具教・具房が信長の次男・茶筅丸（信雄）に家督を譲って退去すると、滝川一益と共に大河内城を接収。茶筅丸の入城に際してはこれに伴った。
元亀4年（1573年）2月下旬に、忠寛の肝煎りで、前の岩村城主・遠山景任の未亡人で信長の叔母に当たるおつやの方と武田方の武将の秋山虎繁との婚姻が行われた（甲陽軍鑑）。その結果、岩村遠山氏の養子として岩村城に居た信長の五男・御坊丸が人質として甲斐に送られてしまった。
この武田家との繋がりが遠因となったのか、後に信長の不興を買い、誅殺されたという（あるいは追放を受け、信長の死後に出家し、羽柴秀吉に仕えるも、信長の遺児信雄に誅された説もある）。
天正3年（1575年）の長篠の戦いや越前一向一揆討伐にも参加している。
また『勢州軍記』には、天正4年（1576年）11月25日に北畠具教ら北畠一族が信雄に暗殺された際（三瀬の変）に、その親族を養い扶助すると言った（忠寛は北畠家と縁戚関係を結んでいた）ことを柘植保重、滝川雄利に讒言されたために、20日後の同年12月15日に田丸城の普請場にて日置大膳亮により討たれたと記述されている。

## 関連作品
- 『おんな風林火山』（1986年、演：若林豪）
- 『武田信玄』（1988年、NHK大河ドラマ、演：狭間鉄）